# 辛庄镇 (天津市)
辛庄镇，是中华人民共和国天津市津南区下辖的一个乡镇级行政单位。
2020年7月，全国爱卫会命名辛庄镇为2017-2019周期国家卫生乡镇。

## 行政区划
辛庄镇下辖以下地区：
鑫旺里社区、汀上家园社区、三鑫社区、华远波士顿社区、金地艺境社区、首创光合城社区、首创暖山社区、兰悦家园社区、锦绣家园社区、名郡社区、白塘口村、上小汀村、唐庄子村、前辛庄村、中辛庄村、后辛庄村、下小汀村、张满庄村、生产圈村、邢庄子村、高庄子村、上王庄村、张家咀村、柴辛庄村、上郭庄村、继泰村、柴家圈村、新桥村、清和村、建明村和双鑫（辛庄）工业园区社区。